# Mesbah Shanqab
Mesbah Shanqab (ar. مصباح شنقب; ur. 30 listopada 1966 w Bengazi) – libijski piłkarz grający na pozycji bramkarza. W swojej karierze grał w reprezentacji Libii.

## Kariera klubowa
Całą swoją karierę piłkarską Shanqab spędził w klubie Al-Ahly Trypolis. Zadebiutował w nim w 1990 roku i grał w nim do 1994 roku. Wywalczył z nim sześć tytułów mistrza Libii w sezonach 1983/1984, 1991/1992, 1992/1993, 1993/1994, 1994/1995 i 1999/2000 oraz zdobył osiem Pucharów Libii w sezonach 1980/1981, 1982/1983, 1984/1985, 1987/1988, 1990/1991, 1993/1994, 1995/1996 i 1999/2000.

## Kariera reprezentacyjna
W reprezentacji Libii Shanqab zadebiutował w 1981 roku. W 1982 roku został powołany do kadry na Puchar Narodów Afryki 1982. Na tym turnieju był rezerwowym i nie rozegrał żadnego meczu. Z Libią wywalczył wicemistrzostwo Afryki. W kadrze narodowej grał do 2000 roku.